# Fernando Aristeguieta
Pour les articles homonymes, voir Aristeguieta.
Fernando Luís Aristeguieta de Luca, plus connu sous le nom de Fernando Aristeguieta, et surnommé El Colorado est un footballeur international vénézuélien né le 9 avril 1992 à Caracas. Évoluant au poste d'attaquant, il joue actuellement au Club Puebla.

## Carrière

### Caracas FC (2009-2013)
Il fait sa première apparition dans l'effectif professionnel du Caracas FC lors de la saison 2009-2010. Lors de sa première saison, il dispute vingt matchs et marque six buts. Il remporte également le championnat vénézuélien et la Coupe avec son club.
Le 31 juillet 2010, il est victime d'une rupture des ligaments croisés qui l'éloigne des terrains pendant huit mois. Il ne joue que 32 minutes cette saison là.
La saison suivante, « El Colorado », comme il est surnommé, dispute 31 matchs dont 22 comme titulaire. Il marque alors à onze reprises.
Lors de la saison 2012-2013, il s'impose comme un titulaire indiscutable de l'attaque du Caracas FC. Il inscrit quatorze buts en seulement dix-sept matchs de championnat et cinq buts en six matchs de Coupe. Des performances qui attirent les recruteurs de la Real Sociedad, de l'Athletic Bilbao et de l'Olympique de Marseille.

### FC Nantes (2013-2017)
Le 10 janvier 2013, il s'engage finalement avec le FC Nantes pour un prêt de six mois avec option d'achat. Il rejoint son ami en sélection Gabriel Cichero.
Il dispute son premier match en Ligue 2 avec Nantes face à Laval le 19 janvier 2013 en rentrant en cours de jeu. Le 2 février 2013, il inscrit son premier doublé en Ligue 2 face au Mans pour une victoire 0-3. Le 15 avril 2013 lors de la victoire 0-4 à Châteauroux il inscrit son premier triplé en Ligue 2.
Il reçoit le Trophée du joueur de ligue 2 du mois UNFP en avril 2013.
Le 27 mai 2013, du fait des très bonnes prestations de l'attaquant vénézuélien, le FC Nantes décide de lever l'option d'achat d'un montant approchant un million d'euros. Le joueur y signe un contrat de quatre ans.

#### Faux-départ à Getafe (2015)
Le 10 janvier 2015, il est prêté sans option d'achat à Getafe. Sans jouer un seul match en Espagne, il fait son retour dans le club breton dès le 31 janvier 2015. Trois mois et demi après sa dernière apparition sous le maillot nantais, il rentre en jeu à la 60e minute avant de se faire exclure quatre minutes plus tard le 14 février 2015 face au SC Bastia. Le 20 février 2015, il est prêté au Union de Philadelphie en Major League Soccer.

#### Prêt au Union de Philadelphie (2015)
Après avoir marqué dans les quatre premières rencontres de pré-saison auxquelles il participe, il dispute son premier match officiel le 7 mars 2015 avec le Union face aux Rapids du Colorado (0-0) à l'occasion de la première journée de Major League Soccer. Lors de sa seconde partie, le 14 mars 2015, disputée à l'extérieur au Rio Tinto Stadium face au Real Salt Lake, il inscrit deux buts en moins de cinq minutes durant la première période alors que son équipe était menée d'un but, la rencontre se terminant sur le score de 3-3. Il retrouve le chemin des filets le 6 avril 2015 malgré la défaite 3-2 face au Sporting de Kansas City.

#### Prêt au Red Star (2016)
Le club américain ne levant pas l'option d'achat adossée à son prêt, il fait son retour à la Jonelière. Néanmoins, alors qu'il fait part de son intention de s'imposer dans l'effectif nantais, Michel Der Zakarian déclare ne pas compter sur lui,. Le 1er février 2016, il est donc une nouvelle fois prêté, jusqu'au terme de la saison, et prend la direction de la Ligue 2 et du Red Star.

### América de Cali (2018-2019)
Le 31 juillet 2018, il s'engage avec l'América de Cali.

### En sélection
Avec les sélections de jeunes, il participe au Championnat sud-américain des moins de 15 ans et des moins de 17 ans.
Le 7 août 201, il marque son premier but en sélection face au Salvador en amical.

## Statistiques
| Saison                | Club                         | Championnat           | Championnat | Championnat | Championnat | Coupe(s) nationale(s) | Coupe(s) nationale(s) | Coupe(s) nationale(s) | Compétition(s) continentale(s) | Compétition(s) continentale(s) | Compétition(s) continentale(s) | Compétition(s) continentale(s) | Venezuela | Venezuela | Venezuela | Total | Total | Total |
| Saison                | Club                         | Division              | M.          | B.          | P.d.        | M.                    | B.                    | P.d.                  | Comp.                          | M.                             | B.                             | P.d.                           | M.        | B.        | P.d.      | M.    | B.    | P.d.  |
| 2009-2010             | Caracas FC                   | Primera División      | 20          | 6           | 0           | 0                     | 0                     | 0                     | CL                             | 2                              | 0                              | 0                              | 1         | 0         | 0         | 23    | 6     | 0     |
| 2010-2011             | Caracas FC                   | Primera División      | 3           | 0           | 0           | 0                     | 0                     | 0                     | -                              | -                              | -                              | -                              | -         | -         | -         | 3     | 0     | 0     |
| 2011-2012             | Caracas FC                   | Primera División      | 31          | 11          | 0           | 6                     | 0                     | 0                     | -                              | -                              | -                              | -                              | 4         | 1         | 0         | 41    | 12    | 0     |
| 2012-2013             | Caracas FC                   | Primera División      | 17          | 14          | 0           | 5                     | 4                     | 0                     | -                              | -                              | -                              | -                              | 1         | 0         | 0         | 23    | 18    | 0     |
| 2012-2013             | FC Nantes                    | Ligue 2               | 17          | 8           | 0           | 1                     | 0                     | 0                     | -                              | -                              | -                              | -                              | 3         | 0         | 0         | 21    | 8     | 0     |
| 2013-2014             | FC Nantes                    | Ligue 1               | 22          | 2           | 0           | 3                     | 1                     | 0                     | -                              | -                              | -                              | -                              | 4         | 0         | 0         | 29    | 3     | 0     |
| 2014-2015             | FC Nantes                    | Ligue 1               | 6           | 0           | 0           | 2                     | 0                     | 0                     | -                              | -                              | -                              | -                              | 1         | 0         | 0         | 9     | 0     | 0     |
| 2015                  | Union de Philadelphie (prêt) | MLS                   | 21          | 5           | 1           | 1                     | 0                     | 0                     | -                              | -                              | -                              | -                              | 0         | 0         | 0         | 22    | 5     | 1     |
| 2015-2016             | Red Star (prêt)              | Ligue 2               | 8           | 1           | 0           | -                     | -                     | -                     | -                              | -                              | -                              | -                              | 0         | 0         | 0         | 8     | 1     | 0     |
| 2016-2017             | FC Nantes                    | Ligue 1               | 5           | 0           | 0           | 1                     | 0                     | 0                     | -                              | -                              | -                              | -                              | 0         | 0         | 0         | 6     | 0     | 0     |
| 2016-2017             | CD Nacional                  | Liga NOS              | 13          | 1           | 0           | -                     | -                     | 0                     | -                              | -                              | -                              | -                              | 0         | 0         | 0         | 13    | 1     | 0     |
| 2017                  | Caracas FC                   | Primera División      | 15          | 7           | 0           | 2                     | 1                     | 0                     | -                              | -                              | -                              | -                              | 0         | 0         | 0         | 17    | 8     | 0     |
| 2018                  | Caracas FC                   | Primera División      | 12          | 8           | 0           | 0                     | 0                     | 0                     | CS                             | 2                              | 1                              | 0                              | 0         | 0         | 0         | 14    | 9     | 0     |
| 2018                  | América de Cali              | Liga Águila I         | 15          | 5           | 1           | 1                     | 2                     | 0                     | -                              | -                              | -                              | -                              | 0         | 0         | 0         | 16    | 7     | 1     |
| 2019                  | América de Cali              | Liga Águila I         | 22          | 14          | 0           | 0                     | 0                     | 0                     | -                              | -                              | -                              | -                              | 0         | 0         | 0         | 22    | 14    | 0     |
| 2019-2020             | Monarcas Morelia             | Liga MX               | 31          | 8           | 2           | 6                     | 2                     | 0                     | -                              | -                              | -                              | -                              | 3         | 0         | 0         | 40    | 10    | 2     |
| Total sur la carrière | Total sur la carrière        | Total sur la carrière | 258         | 90          | 4           | 28                    | 10                    | 0                     | -                              | 4                              | 1                              | 0                              | 17        | 1         | 0         | 307   | 102   | 4     |

## Palmarès
- Caracas FC
  - Champion de Primera División Venezolana en 2009-2010.
  - Vainqueur de la Copa Venezuela en 2009.

- FC Nantes
  - Trophée du joueur du mois de Ligue 2 UNFP en avril 2013

## Anecdote
Fernando Aristeguieta a également tourné une publicité pour la marque Pepsi au Venezuela.